# خمیس العبیدی
خمیس العبیدی (فرانسوی: Khemais Labidi‎؛ زادهٔ ۳۰ اوت ۱۹۵۰) بازیکن سابق فوتبال اهل تونس است.

## باشگاهی
از باشگاه‌هایی که در آن بازی کرده‌است می‌توان به باشگاه فوتبال القیروانیه اشاره کرد. 

## تیم ملی
وی همچنین در تیم ملی فوتبال تونس بازی کرده‌است. وی عضو تیم ملی فوتبال تونس در جام جهانی فوتبال ۱۹۷۸ بوده است.